# Университате
«Университате» (латыш. Futbola klubs Universitāte) — бывший советский и латвийский футбольный клуб.

## История
В 1978 году команда Рижской автобусной фабрики «Автомобилист» из Елгавы начала выступать в классе «Б» республиканского чемпионата. Зимой 1979/80 годов «Автомобилист» объединился с испытывавшим финансовые трудности «Металлистом» и занял его место в классе «А».
В 1988 году под названием РШВСМ‑РАФ (тренер — Владимир Рыба) команда дебютировала во 2-й союзной лиге (5-я зона). Лучший результат — 3-е место в сезоне 1991. Являлась второй командой в Латвийской ССР (после рижской «Даугавы»), которая имела группировку своих фанатов.
В том же 1988 году второй состав команды дебютировал в чемпионате Латвийской ССР и сразу же стал чемпионом, а затем повторил свой успех и в следующем сезоне. Также в 1988 году РАФ стал обладателем Кубка Латвийской ССР.
В середине 1990 года команду мастеров возглавил Виктор Нестеренко, до того тренировавший вторую команду.
С 1992 года принимала участие в чемпионате Латвии, являясь в то время одной из сильнейших команд страны и на равных соперничая с рижским «Сконто». В сезонах 1992 и 1994 РАФ стал вице-чемпионом Латвии, а в сезонах 1993 и 1995 завоевал 3-е место. В 1993 и 1996 годах РАФ стал обладателем Кубка Латвии.
Чемпионат Латвии 1992 года РАФ и «Сконто» завершили с одинаковым количеством очков, и чемпион был определен только в дополнительном матче, в котором РАФ уступил со счетом 2:3.
Участвуя в розыгрыше Кубка кубков 1993/1994 в предварительном раунде РАФ встречался с представителем Фарерских островов клубом «Хавнар», победив в домашнем матче 1:0, в ответной игре латвийской команде было засчитано техническое поражение (0:3) за неявку на игру. Причиной этого стало то, что самолёт, доставлявший команду на Фареры, не смог вовремя приземлиться из-за погодных условий, и команда прибыла на матч с опозданием.
В июле 1996 года из-за финансовых проблем основного спонсора — автомобильного завода РАФ — команда сменила название на «Университате» и переехала в Ригу. Однако в 1997 году команда вновь столкнулась с финансовыми трудностями. После окончания сезона 1997 года команда прекратила своё существование.

## Названия
- «Автомобилист» Елгава (1978—1987)
- РШВСМ-РАФ Елгава (1988—1989)
- РАФ Елгава (1990 — март 1996)
- РАФ Рига (март — июнь 1996)
- «Университате» Рига (июль 1996 — 1998)

## Результаты выступлений

### В чемпионатах и Кубке Латвийской ССР
| Сезон | Лига                 | Место      | И          | В          | Н          | П          | Голы       | О          |  | Кубок       |
| ----- | -------------------- | ---------- | ---------- | ---------- | ---------- | ---------- | ---------- | ---------- |  | ----------- |
| 1971  | неизвестно           | неизвестно | неизвестно | неизвестно | неизвестно | неизвестно | неизвестно | неизвестно |  | 1/4 финала  |
| 1972  | неизвестно           | неизвестно | неизвестно | неизвестно | неизвестно | неизвестно | неизвестно | неизвестно |  | 1/4 финала  |
| 1978  | Класс «Б»            | 4          |            |            |            |            |            |            |  |             |
| 1979  | Класс «Б»            | 7          | 26         | 10         | 7          | 9          | 34‒33      | 27         |  |             |
| 1980  | Класс «А»            | 7          | 30         | 9          | 11         | 10         | 40‒38      | 29         |  | 1/8 финала  |
| 1981  | Класс «А»            | 7          | 30         | 13         | 7          | 10         | 43‒43      | 33         |  |             |
| 1982  | Класс «А»            | 12         | 22         | 6          | 6          | 10         | 27‒39      | 18         |  |             |
| 1983  | Класс «А»            | 11         | 26         | 7          | 3          | 16         | 22‒65      | 17         |  |             |
| 1984  | Класс «А»            | 13         |            |            |            |            |            |            |  |             |
| 1985  | Класс «Б»            | 3          |            |            |            |            |            |            |  |             |
| 1986  | Класс «Б»            | 2          |            |            |            |            |            |            |  |             |
| 1987  | Класс «Б»            | 1          | 16         | 13         | 3          | 0          | 64‒9       | 29         |  | 1/16 финала |
| 1988  | Класс «А»            | 1          | 30         | 19         | 11         | 0          | 69‒18      | 49         |  | Победитель  |
| 1989  | Класс «А»            | 1          | 31         | 22         | 7          | 2          | 72‒26      | 51         |  | 1/8 финала  |
| 1990  | Чемпионат Прибалтики | 8          | 32         | 13         | 10         | 9          | 44‒37      | 36         |  |             |
| 1991  | Чемпионат «Варпы»    | 3          |            |            |            |            | 92‒33      | 36         |  |             |

1. ↑  «Автомобилист» стартовал в классе «А», но был снят с розыгрыша за неявку на игру с «Сарканайс квадратс».
2. ↑  «Автомобилист» квалифицировался в класс «А» из-за увеличения числа команд в нём с 14 до 16.

### В первенствах СССР
| Сезон | Лига                       | Место | И   | В  | Н  | П  | Голы    | О   |
| ----- | -------------------------- | ----- | --- | -- | -- | -- | ------- | --- |
| 1988  | Вторая лига, зона 5        | 18    | 34  | 5  | 5  | 24 | 23‒73   | 15  |
| 1989  | Вторая лига, зона 5        | 18    | 42  | 10 | 9  | 23 | 38‒61   | 29  |
| 1990  | Вторая низшая лига, зона 6 | 4     | 32  | 17 | 9  | 6  | 54‒25   | 43  |
| 1991  | Вторая низшая лига, зона 6 | 3     | 42  | 28 | 6  | 8  | 71‒39   | 62  |
| Всего | Всего                      | Всего | 150 | 60 | 29 | 61 | 186‒198 | 149 |

### В чемпионатах и Кубке Латвии
| Сезон | Лига        | Место | И  | В  | Н | П  | Голы  | О  |  | Кубок       |
| ----- | ----------- | ----- | -- | -- | - | -- | ----- | -- |  | ----------- |
| 1992  | Высшая лига | 2     | 22 | 17 | 4 | 1  | 43‒6  | 38 |  | 1/4 финала  |
| 1993  | Высшая лига | 3     | 18 | 12 | 2 | 4  | 34‒11 | 26 |  | Победитель  |
| 1994  | Высшая лига | 2     | 22 | 13 | 7 | 2  | 38‒11 | 33 |  | 1/8 финала  |
| 1995  | Высшая лига | 3     | 28 | 14 | 6 | 8  | 40‒28 | 48 |  | 1/2 финала  |
| 1996  | Высшая лига | 4     | 28 | 11 | 6 | 11 | 37‒45 | 39 |  | Победитель  |
| 1997  | Высшая лига | 6     | 24 | 8  | 5 | 11 | 25‒42 | 29 |  | 1/2 финала  |
| 1998  | Первая лига | 6     | 21 | 7  | 4 | 10 | 43‒47 | 25 |  | 1/16 финала |

### В еврокубках
| Кубок           | И  | В | Н | П | М    |
| --------------- | -- | - | - | - | ---- |
| Кубок кубков    | 4  | 1 | 2 | 1 | 3-5  |
| Кубок УЕФА      | 4  | 1 | 1 | 2 | 3-4  |
| Кубок Интертото | 4  | 0 | 0 | 4 | 2-13 |
| Всего           | 12 | 2 | 3 | 7 | 8-22 |

| Сезон     | Соревнование    | Раунд                     | Клуб         | Дома | В гостях         | Итог             |
| --------- | --------------- | ------------------------- | ------------ | ---- | ---------------- | ---------------- |
| 1993/1994 | Кубок кубков    | Квалификационный раунд    | ХБ Торсхавн  | 1:0  | 0:3 (т.п.)       | 1:3              |
| 1995/1996 | Кубок УЕФА      | Квалификационный раунд    | Афан Лидо    | 0:0  | 2:1              | 2:1              |
|           |                 | Первый раунд              | Зимбру       | 0:1  | 1:2              | 1:3              |
| 1996/1997 | Кубок кубков    | Квалификационный раунд    | Вадуц        | 1:1  | 1:1 (2:4 (пен.)) | 2:2 (2:4 (пен.)) |
| 1997      | Кубок Интертото | Групповой раунд, группа 7 | Истанбулспор | 1:5  | —                | 1:5              |
|           |                 |                           | Вашаш        | —    | 0:3              | 0:3              |
|           |                 |                           | Вердер       | 0:3  | —                | 0:3              |
|           |                 |                           | Эстер        | —    | 1:2              | 1:2              |

## Достижения
Чемпионат Латвийской ССР
- Чемпион (2): 1988, 1989.

Высшая лига Латвии
- Серебряный призёр (2): 1992, 1994.
- Бронзовый призёр (2): 1993, 1995.

Кубок Латвии
- Обладатель (3): 1988, 1993, 1996.

## Рекорды клуба в Высшей лиге Латвии
- Самая крупная победа в Высшей лиге: 6:0 («Старт», 1992).
- Наиболее крупное поражение в Высшей лиге: 1:11 («Сконто», 1996).